# Arrondissement de Marselha
O arrondissement de Marselha é uma divisão administrativa francesa, localizada no departamento de Bocas do Ródano e a região Provença-Alpes-Costa Azul.
O arrondissement de Marselha não deve ser confundido com os 16 arrondissements de Marselha, que são eles mesmos subdivisões da comuna de Marselha.
O arrondissement é um dos três arrondissements das Bocas do Ródano criados em 1800.

## Composição
O arrondissement de Marselha tem 21 comunas situadas na parte sudeste do departamento das Bocas do Ródano.
De 2003 a 2015, essas áreas foram reagrupadas em 30 os cantões de, 25 os cantões de Marselha e dos cantões de Allauch, Aubagne-Est, Aubagne-Ouest, La Ciotat e Roquevaire. Desde 2015, o novo limite cantonal supera os limites dos arrondissements.